# Küçük Avşar Köyü Hanı
Die Karawanserei Küçük Avşar Köyü Hanı gehört zu den seldschukischen Karawanenstationen der Kesikbeli-Karawanenroute des 13. Jahrhunderts zwischen dem Zentrum der Rum-Seldschuken in Zentralanatolien, Konya, und den Hafenstädten Alanya und Antalya am Mittelmeer. Der Han war die fünfte Karawanserei auf dieser Karawanenroute etwa 5 km nordöstlich von Beyşehir an der Straße von Konya nach Beyşehir beim Dorf Küçükavşar.
A. Osman Uysal erwähnte als erster die Karawanserei Küçük Avşar Hanı, machte allerdings keine Angaben zur Lage und Architektur des Gebäudes bis auf den Hinweis, dass sich das Gebäude in der Nähe des Dorfes Küçük Avşar befindet. Einige hinweisende architektonische Stücke wurden allerdings an der Moschee und am Brunnen im Dorf Küçük Avşar und an einem Brunnen im Dorf Eylük gefunden. Die Komposition, die wie ein Bordürenschmuck aus geometrischen Ornamenten und achtarmigen Sternmotiven auf den Fronten der beiden im Brunnen im Dorf Eylük gefundenen Stücke aussieht, erinnert an die Ornamente, die man oft an Han-Portalen sieht, so z. B. fand man entsprechende architektonischen Stücke bei Ausgrabungen in den Ruinen eines Bades (?) an einem Ort namens Tol in der Nähe des Kubadabad-Palastes. Da von den Dorfbewohnern bestätigt wurde, dass die Stücke aus dem Dorf Küçük Avşar kamen, ist vergleichsweise sicher, dass die Karawanserei im Dorf Küçük Avşar aus der seldschukischen Zeit stammt.